# Droga międzynarodowa M10 (Ukraina)
Droga międzynarodowa M10 (ukr. Автомагістраль M10) – droga na Ukrainie. Jej fragment stanowi zachodnią obwodnicę Lwowa. Leży w ciągu trasy europejskiej E40. Droga umożliwia dojazd z Korczowej do Lwowa. Jest drogą jednojezdniową o długości 77,3 km.
Dawniej, w czasach Związku Radzieckiego, droga stanowiła fragment trasy A267 z Humania przez Chmielnicki, Tarnopol i Lwów do Krakowca
W planach jest rozbudowa droga międzynarodowej M10, aby spełniała warunki autostrady. W przyszłości autostrada będzie stanowiła fragment magistrali Kraków – Kijów. Do 2006 roku wybudowano jedynie obwodnicę Krakowca oraz fragment północnej obwodnicy Lwowa.

## Plany budowy autostrady
Pierwszy dekret dot. wybudowania autostrady na trasie Lwów – Krakowiec został wydany przez prezydenta Ukrainy 4 lipca 1998, określając, że budowa prowadzona ma być na warunkach koncesji. Według umowy koncesyjnej, zawartej jeszcze w 1999 roku między rządem i firmą „Transwestmagistral”, środki na sfinansowanie budowy pochodzić mają w 60% ze środków koncesjonariusza i w 40% ze środków koncesjodawcy. Według umowy budowa potrwa 5 lat. Jednak ze względu na brak finansowania realizacja projektu nie postępowała.
28 października 2010 doszło we Lwowie do spotkania wicepremiera Polski, Waldemara Pawlaka, z wicepremierem Ukrainy, Borysem Kolesnikowem, na którym poruszone zostały tematy rozbudowy przejścia granicznego Korczowa-Krakowiec oraz budowy drogi Lwów – Krakowiec. Podczas spotkania, obaj premierzy wzięli udział w uroczystym wmurowaniu kamienia węgielnego pod budowę autostrady. Akt ten zainaugurował rozpoczęcie budowy autostrady M10. W listopadzie 2010 r., podczas konferencji prasowej, Wasyl Horbal zdał raport z budowy z pierwszego kilometra nowej autostrady.
W styczniu 2011, na obszarze przyszłej autostrady, prowadzone były badania geologiczne i geodezyjne, umocnienia bagnistych działek trasy i przenoszenie instalacji podziemnych. Szczyt budowy drogi planowany był na wiosnę tego samego roku.

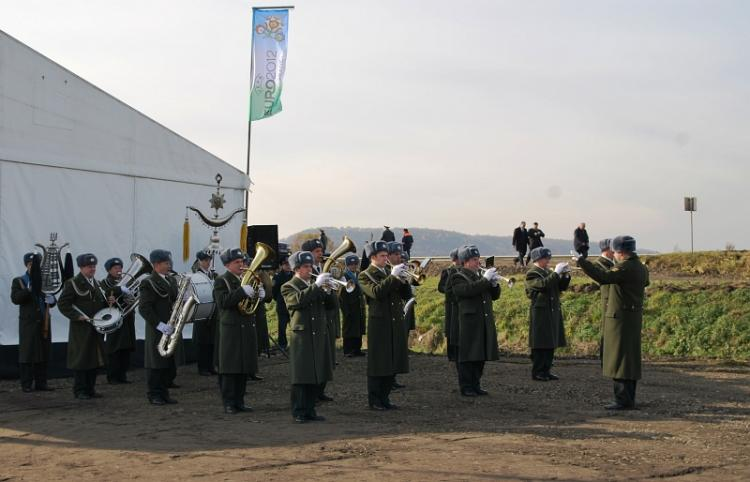
Pokaz ukraińskiej orkiestry wojskowej podczas ceremonii wmurowania kamienia węgielnego pod budowę nowej drogi Lwów – Krakowiec

W lutym tego samego roku poinformowano, iż wykonawcą projektu została firma Altkom, która wcześniej została wykonawcą budowy lotniska i stadionu we Lwowie. Innymi firmami starającymi się o kontrakt na budowę autostrady, była m.in. Pol-Aqua S.A. Altkom podzielił projekt na trzy części, a pierwsza z nich, 14-kilometrowy odcinek autostrady, powinien był zostać wykonany jeszcze w tym samym roku.
W marcu 2011 r. szef Lwowskiej Obwodowej Administracji Państwowej Mychajło Cymbaluk poinformował, że Lwów do tego czasu nie dostał żadnych środków na wybudowanie autostrady, informując zarazem, że środki dostępne powinny być „gdzieś w ciągu marca”. Jeszcze tego samego miesiąca zastępca przewodniczącego Lwowskiej Obwodowej Administracji Państwowej ds. przygotowań Euro 2012 Wołodymyr Hubycki w rozmowie z zaxid.net powiedział:
„Sytuacja na razie nie jest pewna, a więc nie mówimy o niej. Mówię tylko o tym, co już na pewno wiemy. To remont obecnych dróg. Opcja drogi koncesyjnej nie jest na razie rozwiązana. Ja nie mówię, że nie będzie ona budowana, nie mówię również, że będzie. Gabinet Ministrów rozpatruje to zagadnienie. Kwestia obecnych dróg natomiast została rozstrzygnięta”.
Dalej przyznał, że budowę autostrady Krakowiec – Lwów odłożono na czas nieokreślony, prawdopodobnie do wówczas planowanego przeprowadzenia przez Ukrainę Olimpiady w 2022 roku. Powodem problemów był brak środków finansowych – sam pierwszy etap budowy drogi kosztować miałby 1,5 mld hrywien. Środki te jednak zostały przeznaczone na remonty i przebudowę istniejących dróg.

### Przebieg i parametry drogi

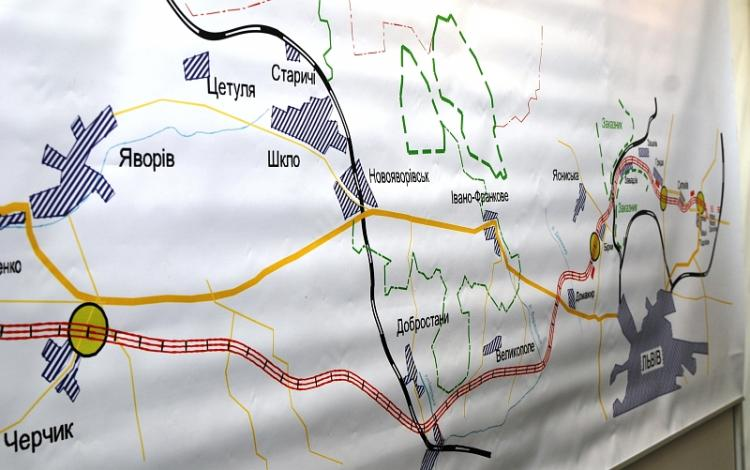
Planowany przebieg autostrady M10

Droga zaczynać ma się na polsko-ukraińskim przejściu granicznym w Krakowcu, będąc przedłużeniem polskiej autostrady A4 (stanowiąc kontynuację ogólnoeuropejskiej trasy transgranicznej Berlin – Drezno – Wrocław – Katowice – Kraków – Rzeszów – Lwów – Kijów), a kończyć się w okolicach wsi Griada na przedmieściach Lwowa. Projektowana długość drogi to 84,4 km. Droga wybudowana ma zostać zgodnie z najwyższymi obowiązującymi standardami, omijając miasta, miejsca zamieszkania, o prędkości konstrukcyjnej 120/130 km/h. Początkowo planowano by autostrada była drogą płatną, później jednak pojawiły się co do tego wątpliwości. W 2007, w ramach organizacji Euro 2012, Departament ds. Urbanistyki, Architektury i Rozwoju Przestrzennego Lwowskiej Obwodowej Administracji Państwowej planował przedłużenie autostrady Krakowiec – Lwów do miejscowości Równe, a otrzymać miała nazwę Krakowiec – Równe. Koszt nowej trasy oszacowano na 500 mln euro. W 2008 natomiast, droga prowadzić miała od Krakowca, przez Lwów, do miejscowości Brody. W przypadku takiego przebiegu, M10 miałaby 162,4 km, a jej szacowany koszt wyniósłby 1,55 mld euro. Obecnie jednak, na powrót mówi się jedynie o przebiegu drogi na odcinku Krakowiec-Lwów.

### Koszty projektu
Z 4,1 mld hrywien przeznaczonych na przygotowanie dróg obwodu lwowskiego do Euro 2012, 3,4 mld hrywien przewidziano na pokrycie kosztów budowy trasy M10. W 2010 jednak, w związku ze wzrostem cen na usługi i materiały budowlane, koszt budowy drogi wzrósł, w związku z czym planowane jest zwiększenie finansowania drogi.

### Koncesjonariusz
Koncesjonariuszem odpowiedzialnym za budowę, a później utrzymanie i eksploatację drogi, jest konsorcjum firm Transwestmagistral oraz WNK Roztoczia – właścicielem obu jest polska firma NDI S.A. Pojawiły się jednak wątpliwości czy liczba samochodów korzystających z drogi w określonym terminie, nie będzie mniejsza od przewidzianej przez ustawodawstwo UE. W przypadku takiego scenariusza, władze ukraińskie zmuszone byłyby kompensować koncesjonariuszowi koszt budowy drogi.
W związku z brakiem dofinansowania projektu ze strony władz ukraińskich i związanych z tym obaw koncesjonariusza, NDI nie rozpoczęło budowy drogi. W 2009, podczas spotkania władz ukraińskich z wojewodą podkarpackim Mirosławem Karapytą, Ukraińcy wezwali władze polskie do zmobilizowania konsorcjum NDI S.A. do rozpoczęcia realizowania wziętych na siebie obowiązków, związanych z budową autostrady M10. W przeciwnym razie, gubernator obwodu lwowskiego zapowiedział rozważenie zerwania umowy na koncesję z polską firmą.
Od sierpnia 2009, koncesjonodawcą – organem odpowiedzialnym za koordynację zaprojektowania i wybudowania drogi, jest Państwowa Służba Dróg Samochodowych na Ukrainie Ukrawtodor. Wtedy to też rząd skasował swoją uchwałę z 12 października 1998 roku, według której koncesjonodawcą było Ministerstwo Transportu Ukrainy